# Hôtel au 37, allée de la Robertsau à Strasbourg
L'hôtel au 37, allée de la Robertsau est un monument historique situé à Strasbourg, dans le Bas-Rhin.

## Localisation
Ce bâtiment est situé au 37, allée de la Robertsau à Strasbourg.

## Historique
L'édifice fait l'objet d'une inscription au titre des monuments historiques depuis 1986.